# Acxotla del Río
Acxotla del Río är en ort i Mexiko.   Den ligger i kommunen Totolac och delstaten Tlaxcala, i den sydöstra delen av landet, 90 km öster om huvudstaden Mexico City. Acxotla del Río ligger 2 238 meter över havet och antalet invånare är 2 455.
Terrängen runt Acxotla del Río är platt åt sydost, men åt nordväst är den kuperad. Acxotla del Río ligger nere i en dal. Runt Acxotla del Río är det mycket tätbefolkat, med 1 463 invånare per kvadratkilometer. Närmaste större samhälle är Tlaxcala de Xicohtencatl, 4,0 km öster om Acxotla del Río. Trakten runt Acxotla del Río består till största delen av jordbruksmark.